# PDVSA
Petróleos de Venezuela SA (abrégé en PDVSA) est la compagnie pétrolière appartenant à l’État vénézuélien. Le Venezuela est l’un des plus gros exportateurs de pétrole au monde. Fondée en 1976 lors de la nationalisation de l'industrie pétrolière vénézuélienne, PDVSA a acheté 50 % de la marque d'essence CITGO aux États-Unis à la société Southland en 1986 et le solde en 1990. En 2005, elle a ouvert son premier bureau en Chine, et a annoncé un plan pour tripler sa flotte de tankers jusqu’à 58 navires.
Dans les années 2010, des découvertes certifiées par l'Opep révèle que le Venezuela détient les premières réserves de pétrole au monde, avec près de 297 milliards de barils disponibles, soit plus que l'Arabie saoudite et l'équivalent de 18,2% de tout le pétrole sur Terre.
A l'arrivée au pouvoir d'Hugo Chavez (1999-2013), PDVSA produisait 3,1 millions de barils/jour, en Janvier 2022, la production tourne à 1 million de barils/jour. Cette dernière est en diminution constante depuis 2008 par les conséquences de nombreux choix politiques (licenciement de 20000 techniciens, cadres et ingénieurs en 2003, redirection des bénéfices de l'entreprise pour le financement de la politique sociale au détriment de l'investissement, retrait progressif des majors pétrolières internationales des coentreprises à la suite de conditions imposées considérés comme des expropriations) et de l'embargo américain sur le pétrole vénézuélien en 2019. Parallèlement à cette chute de la production, la baisse du cours du pétrole dès 2014 a entraîné une chute considérable des profits de la compagnie et par conséquent des rentrées de devises de l'Etat vénézuélien, le pétrole via PDVSA comptant pour plus de 90% des exportations, entraînant la crise économique et les problèmes d'hyperinflation qui ont frappé le Venezuela dès 2014.

## Statut public
Depuis la nationalisation de l'industrie pétrolière vénézuélienne en 1976, pendant le gouvernement de Carlos Andrés Pérez, PDVSA est une entreprise publique. L'État vénézuélien possède la totalité des actions de la société, qui dépend du ministère de l'Énergie et du Pétrole.
L’État a augmenté la production de pétrole après la nationalisation. Contrôlée par quelques multinationales (Exxon, Mobil, Shell, Chevron, etc), la production était tombée de 3,7 millions de barils par jour en 1970 à 2,4 millions en 1976. Les multinationales ont été amplement indemnisées.
Jusqu'au milieu des années 1990, PDVSA — à travers ses filiales — avait le monopole de la vente et la distribution de tous les dérivés du pétrole au Venezuela. Lors de la « libéralisation pétrolière » (apertura petrolera) du gouvernement de Rafael Caldera, des multinationales comme Shell, BP et Texaco ont été autorisées à distribuer ces produits, sous certaines conditions (par exemple respecter le prix régulé de l'essence) tout en bénéficiant d’avantages fiscaux. La privatisation de PDVSA a été envisagée sous le gouvernement de Caldera.
Le conseil d’administration de PDVSA reste cependant composé de personnalités liées aux compagnies étrangères, et l'entreprise tend parfois à favoriser leurs intérêts. En outre, elle ne cesse de diminuer les redevances dues à l’État. Alors que la Trésor public percevait 74,4 % des revenus de PDVSA en 1976, l'apport est tombé à 40 % en 1997 et à 17 % en 2001. Les salaires au sein de l'entreprise sont particulièrement inégaux : les hauts dirigeants (une vingtaine de personnes) bénéficiaient à la fin des années 1990 de salaires individuels fluctuant entre 100 000 et 4 millions de dollars par an, auxquels venaient s'ajouter des avantages en nature. Les cadres (près de 870 personnes) percevaient un total de 208 millions de dollars, quand les autres employés (plus de 18 000, soit environ 20 fois plus nombreux) n'obtenaient que 762 millions (soit environ trois fois plus).
La Constitution de 1999 établit que l'entreprise ne pourra être privatisée et gardera le monopole des hydrocarbures se trouvant dans le sous-sol vénézuélien. Elle peut cependant s'associer à d'autres sociétés dans le cadre d'entreprises mixtes, et octroyer des concessions dans le domaine de la distribution et le commerce des dérivés du pétrole. La loi sur les hydrocarbures, adoptée par le gouvernement de Hugo Chávez, impose à trente-deux compagnies pétrolières implantées dans le pays de nouveaux contrats faisant d'elle des entreprises mixtes ayant pour partenaire PDVSA, laquelle devient majoritaire dans les nouvelles associations. Seule la multinationale américaine ExxonMobil a rejeté ces conditions.
PDVSA a des filiales aux États-Unis (Citgo), en Allemagne (Ruhr Oil, 50 % de participation), en Suède (Nynäs Petroleum, 50 % de participation).
Les États-Unis décident en 2019 de priver le Venezuela de ses actifs à l'étranger, confisquant notamment Citgo.

### Organisation de l'entreprise
PDVSA est divisée en quatre « unités de travail », correspondant chacune à une étape différente du processus de production :
- prospection et production : évaluation, prospection, certification et forage de gisements de pétrole ;
- raffinage : séparation, traitement et extraction des produits et dérivés du pétrole ;
- distribution et commercialisation : placement des produits dans le marché international et national ;
- gaz : ensemble du processus d'extraction, traitement et commercialisation du gaz.

#### Présidents
| Présidents                        | Période                        |
| Rafael Alfonzo Ravard             | Janvier 1976 - mars 1983       |
| Humberto Calderón Berti           | Mars 1983 - février 1984       |
| Brígido Natera                    | Février 1984 - octobre 1986    |
| Juan Chacín Guzmán                | Octobre 1986 - mars 1990       |
| Andrés Sosa Pietri                | Mars 1990 - mars 1992          |
| Gustavo Roosen P.                 | Mars 1992 - mars 1994          |
| Luis Giusti López                 | Mars 1994 - février 1999       |
| Roberto Mandini                   | Février 1999 - août 1999       |
| Héctor Ciavaldini                 | Août 1999 - octobre 2000       |
| Guaicaipuro Lameda Montero        | Octobre 2000 - février 2002    |
| Gastón Parra Luzardo              | Février 2002 - avril 2002      |
| Alí Rodríguez Araque              | Avril 2002 - octobre 2004      |
| Rafael Ramírez Carreño            | Novembre 2004 - septembre 2014 |
| Eulogio del Pino                  | Septembre 2014 - août 2017     |
| Nelson Martínez                   | Août 2017 - novembre 2017      |
| Manuel Salvador Quevedo Fernández | Novembre 2017 - avril 2020     |
| Asdrúbal Chávez                   | Avril 2020 - Janvier 2023      |
| Pedro Tellechea Ruiz              | Janvier 2023                   |

#### Direction
Le conseil d’administration de PDVSA «est l’organe administratif de la société, doté des attributions d’administration et de disposition les plus étendues, sans autres limitations que celles établies par la loi et les statuts sociaux de PDVSA». Il est chargé d’élaborer et présenter des rapports sur les résultats opérationnels et financiers, ainsi que de formuler et suivre les stratégies opérationnelles, économiques, financières et sociales de l’entreprise.
Le conseil d’administration actuel est désigné par le décret présidentiel numéro 4 848 publié au Journal officiel extraordinaire numéro 6 760 et est composé des personnes suivantes,:
- Pedro Rafael Tellechea Ruiz - Président de PDVSA[10]
- Héctor Andrés Obregón Pérez - Vice-président exécutif
- Leyli Beatriz Ferrer Avendaño - Vice-présidente de la planification et l’ingénierie
- Heifred Jhoselin Segovia Marrero - Vice-présidente des Finances de PDVSA
- Luis Enrique Molina Duque - Vice-président de l’Exploration et la Production
- Gustavo Adolfo Boadas Díaz - Vice-ministre du Raffinage
- Génesis Sabrina Ron Solano - Vice-président du commerce international et de l’approvisionnement international
- Luis Miguel González Núñez - Vice-président du Gaz316
- Juan Carlos Díaz Socorro - Vice-président du commerce et de l’approvisionnement national
- Ronny Rafael Romero Rodríguez - Vice-président des Affaires étrangères de PDVSA

## Grève générale de 2002-2003
La Coordination démocratique (rassemblant dix-huit partis politiques, le syndicat CTV, l'organisation patronale Fedecamaras, plusieurs ONG et médias, et l'organisation Gente del Petroleo constituée de la direction de PDVSA) élabore en aout 2002 une « grève civique de caractère quasi insurrectionnel » devant se combiner avec « une grève de PDVSA ». L’opération, appelée « Septembre noir », doit aboutir au renversement du gouvernement.
En décembre 2002, pendant la grève générale de 2002-2003 au Venezuela, une grande partie des employés et cadres de PDVSA a pratiquement arrêté la production de pétrole pendant 2 mois, afin de forcer le président Hugo Chávez à démissionner. Chávez a riposté en faisant appel au Tribunal suprême de justice, lequel autorisa le gouvernement à licencier les 19 000 cadres et salariés (sur les 30 000 d'alors) qui refusaient de travailler depuis 2 mois et à les remplacer par des nouveaux employés, essentiellement d'anciens retraités et des jeunes mal formés. L'économiste Arnoldo Pirela estime qu'« on a donné des responsabilités à des gens qui avaient à peine trois ans d'expérience », cela déteignant sur la productivité de l'entreprise et la motivation des salariés.
Au cours de la crise, le gouvernement américain de George W. Bush a réclamé l'organisation d'« élections anticipées ». Le Washington Post a demandé dans son éditorial au gouvernement Bush d'intervenir « avant qu'il ne soit trop tard ».
Le blocage de la production a provoqué des dégâts macro-économiques significatifs, portant notamment le taux de chômage de 13 % à plus de 20 % en mars 2003. Le PIB a chuté de 10 % en 2002, et connait une deuxième année de récession en 2003. Le taux d'inflation est multiplié par trois, passant de 12 % à 35 %. Dans le seul secteur pétrolier, les pertes économiques s’élèvent à 18, 7 milliards de dollars.

## Chauffage subventionné aux États-Unis
En novembre 2005, PDVSA et sa filiale américaine CITGO, annoncèrent un accord avec l'État du Massachusetts pour la fourniture de fioul de chauffage à des foyers défavorisés de Boston à un tarif 40 % en dessous du prix du marché . Des accords similaires furent signés par la suite avec les États du Maine, Rhode Island, Pennsylvanie, Vermont et Delaware, et avec plusieurs villes du Nord-Est, dont celle de Bronx dans l'aire métropolitaine de New York.

## Association en entreprise mixte
Le gouvernement d'Hugo Chávez décréta en 2007 la requalification de toutes les concessions en cours sur la « ceinture de l'Orénoque » en entreprise mixte, où l'État devenait l'actionnaire majoritaire passant d'une participation de 30% à 78%. Les entreprises associées devaient en outre accepter un taux d'imposition plus élevé. ExxonMobil et ConocoPhillips ayant refusé se sont vu expropriés de leurs installations, mais ont été plus tard indemnisés au terme de procédures judiciaires. Total, British Petroleum, Chevron et Equinor ont accepté les nouveaux termes, mais se sont progressivement retirés. Total a ainsi vendu sa dernière participation active dans le pays en 2021.

## Critiques
La sécurité des installations et la protection des employés fait l'objet de critiques, notamment de José Boda, leader syndical des Travailleurs du pétrole du Venezuela, qui évoque les « problèmes respiratoires des employés à cause des fuites de brut soufré » ou du carbone extrait du pétrole, extrêmement toxique, contre lesquels les agents de la compagnie sont mal protégés. Mais c'est le statut même de l'entreprise qui est remis en cause : nationalisée en 1976, les bénéfices de PDVSA servent à financer la politique sociale du pays à travers le fonds social Fonden, non audité, auquel étaient reversés en 2011 62 % des profits, et ce au détriment de l'entreprise elle-même ; d'autre part, une partie de la production (110 000 barils par jour) est directement envoyée à Cuba, qui envoie en retour des médecins, des militaires ou encore des agents de renseignement ainsi qu'à d'autres pays du continent sud-américain, créant une situation de dépendance géopolitique.
La mainmise de PDVSA par l'État est également dénoncée, le PDG de l'entreprise étant le ministre du Pétrole, amenant à ce que les employés, pour obtenir une promotion, doivent participer aux manifestations du parti chaviste, le PSUV.
En mai 2007, Asdrúbal Chávez (cousin d'Hugo Chávez), est désigné vice-président de PDVSA. Il s'occupe alors de la commercialisation et de l'approvisionnement, ainsi que de la filiale PDV Marina, la flotte pétrolière du groupe.
Les États-Unis placent plusieurs compagnies pétrolières internationales sur liste noire en juin 2020, les accusant d'avoir transporté des produits pétroliers vénézuéliens en février, violant ainsi l’embargo pétrolier imposé au Venezuela.

## Sponsoring
PDVSA avait également soutenu la carrière du pilote automobile local Pastor Maldonado vainqueur  du Grand Prix automobile d'Espagne 2012. Après la mort d'Hugo Chávez, le sponsor s'est retiré mettant fin à sa carrière en Formule 1.